# Kungariket Deheubarth

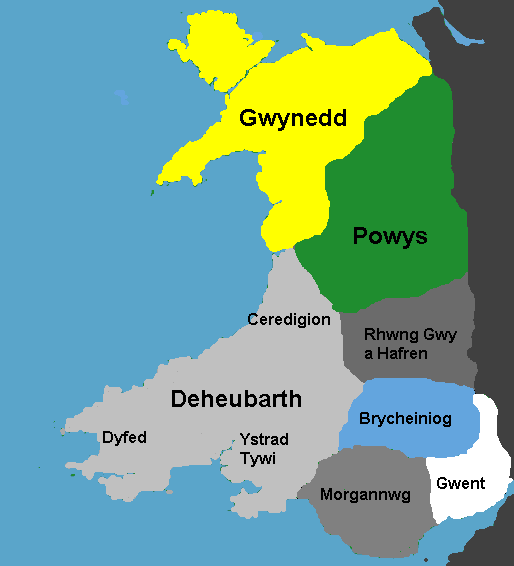
Wales, 1093.

Kungariket Deheubarth var ett historiskt rike i nuvarande sydvästra Wales mellan 920 och 1197.
Wales var historiskt splittrat i flera småstater. Riket bildades genom att Hywel Dda enade de två mindre kungarikena Seisyllwg och Dyfed 920. År 1197 upplöste Rhys ap Gruffydd riket genom att dela det mellan sina söner. Riket splittrades sedan bland flera olika adelsmän som senare blev vasaller till furstendömet Wales. 